# Digitális jegybankpénz

A kínai digitális jüan logója

A digitális jegybankpénz (DJBP, angolul Central Bank Digital Currency, CBDC) a jegybank által kibocsátott, tehát a jegybankkal szembeni követelést megtestesítő, csak elektronikus formában tárolható és felhasználható digitális pénz. A központi bank garantálja értékállóságát, törvényes fizetési eszköz, a meglévő hivatalos pénz értékeiben kifejezve. Digitális valuta, illetve e-pénz néven is nevezik, de nem azonos sem a kereskedelmi bankok által létrehozott elektronikus számlapénzzel, sem az EU-zónában használt elektronikus pénzzel, és különösen nem a kriptovalutákkal, sőt egyik célja azok kiszorítása.
Lakossági ügyfelek és bankszámlával nem rendelkezők is fogják tudni használni. A készpénzhez hasonlóan kamatot nem fizet.
A digitális jegybankpénz 2023 végén még többnyire csak kísérleti stádiumban létezett.

## Működése
A DJBP egy központi adatbázison keresztül működhet. Ez az adatbázis nyilvántartja (megfelelő adatvédelmi és biztonsági rendszabályok mellett) az egyes gazdasági egységek illetve személyek birtokában lévő digitális pénzt.
A kriptovalutáktól eltérően ez a központi bankok által kibocsátott digitális pénz központi ellenőrzés alá esik akkor is, ha esetleg elosztott adatbázist alkalmaz. Blokkláncra nincs szükség, bár kétségtelen, hogy a koncepció létrejöttére ez nagy hatással volt.
A DJBP minden igazi pénzhez hasonlóan betöltheti a csereeszköz, az elszámolási egység és a felhalmozási eszköz funkcióit. Használata biztonságos, egységei a bankjegyekhez hasonlóan egyedi azonosítóval rendelkeznek a hamisítás megakadályozására. Bevezetése jelentős hatással lesz a kereskedelmi bankokra, minden bizonnyal szűkíteni fogja azok tevékenységi körét, de nem teszi feleslegessé őket.
A digitális jegybankpénz hitelpénz és a monetáris bázis (M0) része a pénz más, fizikai formáival együtt. Személyes vagy intézményi digitális pénztárcában tárolható. Létrehozóinak általában az a célja, hogy minden állampolgár számára legyen ilyen számla a központi bankban.

## Nemzetközi tesztek, próbaüzemek
Az eddigi tesztüzemek eredményei biztatóak. „A Massachusetts Institute of Technology és az Egyesült Államok központi bankja részeként működő Federal Reserve Bank of Boston közös projektje, a Hamilton Project 2022. februárban sikeresen lezárta a digitális jegybankpénz-infrastruktúra létrehozását célzó első fázisát. Másodpercenként százezer tranzakciót tudtak feldolgozni, ami azt jelenti, hogy a CBDC-rendszer képes lenne a tranzakciók gazdaságban szokásos volumenének kezelésére.
A tesztek a titoktartással és felhasználói interfésszel kapcsolatos összetevők létrehozásával folytatódnak. A cél a fogyasztók, az üzleti szektor, a jegybankok és a kormányok meggyőzése a digitális jegybankpénz előnyeiről. Amikorra sikerül a kriptovaluták egyik fő kockázati tényezőjét, a csalások lehetőségét megszüntetni az előnyök megtartása mellett, megváltoznak a játékszabályok a pénzügyi világban.

## A digitális jegybankpénzt bevezető országok

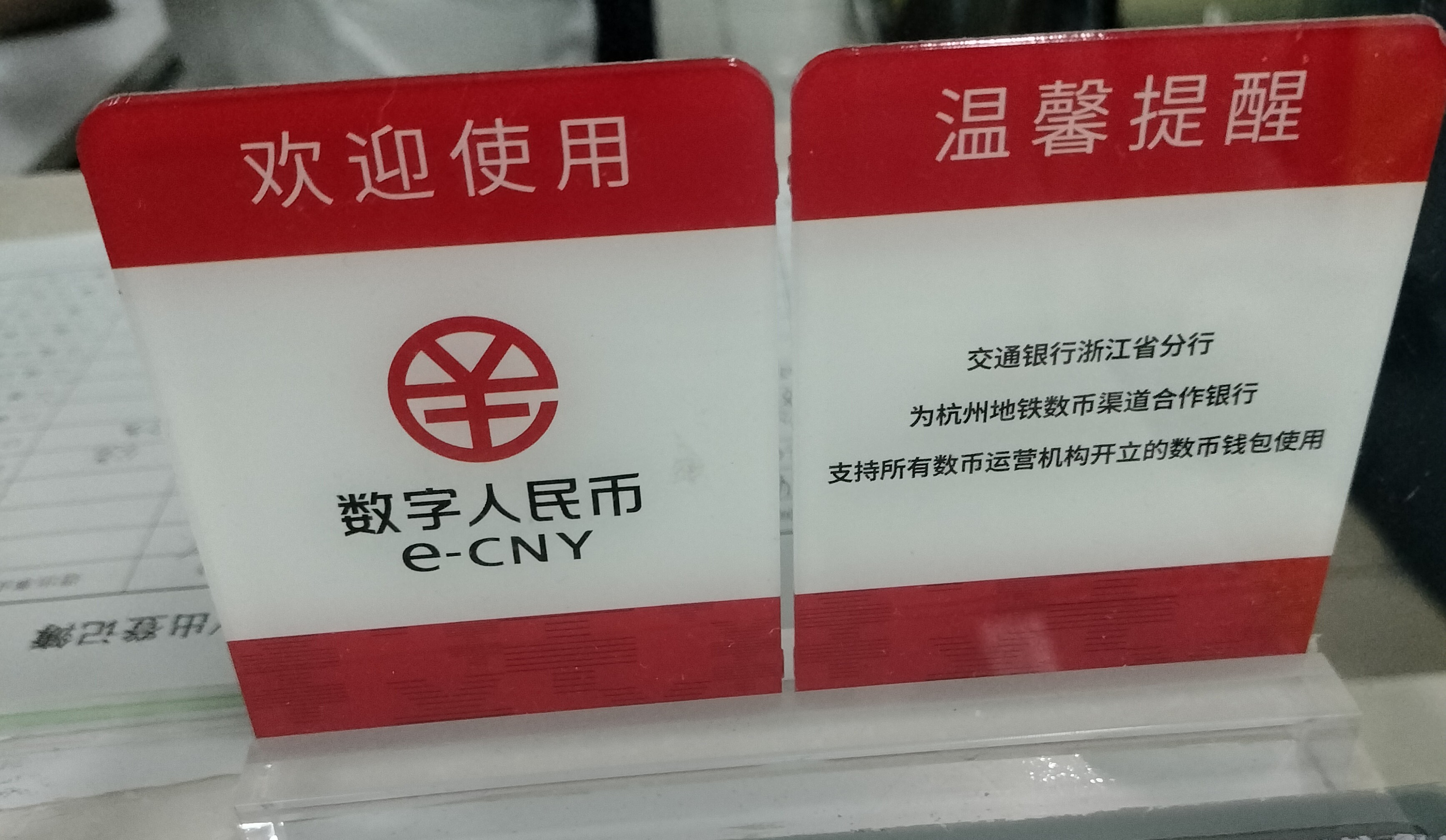
A digitális jüan elfogadását jelző felirat a hangcsoui metróban

Kínában már 2021 áprilisában megkezdték a digitális jüan nyilvános tesztelését, ami már törvényes fizetési eszköz és egyenértékű a kínai jüan más formáival. A digitális jüant a hazai és nemzetközi fizetésekre egyaránt alkalmassá tetszik. A cél az, hogy gyorsabb és olcsóbb legyen az eddigi elektronikus fizetési módszereknél. A technológia lehetővé teszi az offline eszközök közötti tranzakciókat is. A digitális pénzzel szembeni kritika elsősorban arra irányul, hogy lehetővé teszi az állampolgárok pénzügyi tranzakcióinak tömeges megfigyelését. 2023 májusától Szucsou kínai prefektúra Csangsu városában megkezdték az állami alkalmazottak fizetésének digitális jüanban történő folyósítását.
Svédország  központi bankja 2020-ban kezdte el tesztelni a digitális jegybankpénzt, az e-kronát.
2023-ban több mint 120 különböző pénzügyi és jogrendszer keretein belül folytak vizsgálatok a DJBP bevezetésével kapcsolatban, többek között az Egyesült Államokban, az Európai Központi Bankban, az Egyesült Királyságban. Kilenc ország és a Kelet-karibi Valutaunió nyolc szigete már bevezette az új pénzeszközt, 38 ország és Hongkong kísérleti projekteket folytat a témában, 67 ország és két valutaunió pedig kutatásokat végez.

## Hazai bevezetés és szakmai fórumok
A Magyar Nemzeti Bank is csatlakozni kíván a digitális jegybankpénz bevezetését tanulmányozó kutatásokban élenjáró jegybankokhoz.
Magyarországon is szakmai fórumok állandó témája a digitális valuta bevezetése, ennek szabályozása és kockázatai A szakértők véleményei szerint bár a digitális jegybankpénz esetén a végső felhasználók tranzakciói a jegybankon futnak keresztül, mégsem valószínűsítik a kétszintű bankrendszer eltűnését és ezzel az egyszintű bankrendszer visszaállítását. A DJBP biztosan átalakítja a piacot, de várhatóan nem jár együtt a kereskedelmi bankok megszűnésével.

## Kritikák és kihívások
A digitális jegybankpénzek (CBDC-k) bevezetése számos kritikát és kihívást vet fel. Az egyik legnagyobb aggodalom az adatvédelemmel kapcsolatos: sokan attól tartanak, hogy a CBDC-k lehetővé teszik a jegybankok és kormányzatok számára a tranzakciók széleskörű megfigyelését, így a felhasználók pénzügyi tevékenységei teljes mértékben nyomon követhetővé válnak. Ez a centralizált kontroll különösen autoriter rendszerekben jelenthet veszélyt, ahol a CBDC-ket a lakosság pénzügyi elnyomására vagy politikai ellenőrzésére használhatják fel. 
Emellett a digitális jegybankpénzek bevezetése a pénzügyi kirekesztés kockázatát is magában hordozza, mivel a technológiailag kevésbé fejlett régiókban vagy a digitális eszközökhöz nem férő lakosság számára nehézséget okozhat a rendszer használata. További kihívás a kiberbiztonság: a CBDC-ket kezelő rendszerek célpontjai lehetnek hackertámadásoknak, ami alááshatja a bizalmat a digitális pénzek iránt. Végül, a CBDC-k bevezetése a hagyományos bankrendszerekre is hatással lehet, mivel a közvetlen jegybanki hozzáférés csökkentheti a kereskedelmi bankok szerepét, ami destabilizálhatja a pénzügyi rendszert.

## Fordítás
Ez a szócikk részben vagy egészben  a   Central bank digital currency című angol Wikipédia-szócikk ezen változatának fordításán alapul.  Az eredeti cikk szerkesztőit annak laptörténete sorolja fel. Ez a jelzés csupán a megfogalmazás eredetét és a szerzői jogokat jelzi, nem szolgál a cikkben szereplő információk forrásmegjelöléseként.